# Mimosa itatiaiensis
Mimosa itatiaiensis är en ärtväxtart som beskrevs av Dusen. Mimosa itatiaiensis ingår i släktet mimosor, och familjen ärtväxter. IUCN kategoriserar arten globalt som livskraftig. Inga underarter finns listade i Catalogue of Life.